# 克龍霍斯特特雷伯爾河
54°07′03″N 13°01′48″E / 54.1176°N 13.0299°E
克龍霍斯特特雷伯爾河（德語：Kronhorster Trebel），是德國的河流，位於該國東北部，由梅克倫堡-前波美拉尼亞州負責管轄，屬於特雷伯爾河的支流，河道全長17公里，發源自弗蘭茨堡東南面，河口處在格里門。